# Liste der Statthalter von Moesia superior
Die Liste der Statthalter von Moesia superior enthält die bekannten Statthalter (Legatus Augusti pro praetore) der römischen Provinz Moesia superior (Obermösien). Die Liste ist nicht vollständig.
| Datierung               | Name                                                             | Konsul   | Anmerkung                                                                                  |
| ----------------------- | ---------------------------------------------------------------- | -------- | ------------------------------------------------------------------------------------------ |
| 86/87 bis 87/88         | L. Funisulanus Vettonianus                                       | 78?      |                                                                                            |
| 88/89 bis 89/90         | L. Tettius Iulianus                                              | 83       |                                                                                            |
| 93/94 bis 96/97         | Cn. Pinarius Aemilius Cicatricula Pompeius Longinus              | 90       |                                                                                            |
| 97                      | Ti. Iulius Candidus Marius Celsus                                | 86       |                                                                                            |
| 100 bis 101/102?        | C. Cilnius Proculus                                              |          | entweder der Konsul von 87 C. Cilnius Proculus oder der Konsul von 100 C. Cilnius Proculus |
| 101?/102 bis 103/106    | L. Herennius Saturninus                                          | 100      |                                                                                            |
| 112                     | T. Prifernius Paetus Settidianus Firmus                          | 96       |                                                                                            |
| 115                     | L. Tutilius Lupercus                                             | 106/108? |                                                                                            |
| 120                     | L. Coelius Rufus                                                 | 119      |                                                                                            |
| 126                     | C. Iulius Gallus                                                 | 124      |                                                                                            |
| 130? bis 132            | L. Vitrasius Flamininus                                          | 122      |                                                                                            |
| nach 132                | P. Tullius Varro                                                 | 127      |                                                                                            |
| 157 bis 160             | C. Curtius Iustus                                                | 150      |                                                                                            |
| 195/196                 | L. Fabius Cilo Septiminus Catinius Acilianus Lepidus Fulcinianus | 193      |                                                                                            |
| ca. 211/212 bis 213/214 | L. Marius Perpetuus                                              | um 204   |                                                                                            |
| 242                     | L. Catius Celer                                                  | 240/241  |                                                                                            |